# الريضة (تريم)

تعديل مصدري - تعديل

الرَّيِّضَة هي إحدى قرى عزلة تريم بمديرية تريم التابعة لمحافظة حضرموت، بلغ تعداد سكانها 1441 نسمة حسب تعداد اليمن لعام 2004.

## تاريخها
في عام 1258 هـ اشتراها عامر بن عوض القعيطي من آل العيدروس، لتكون نواة لدولة يافعية بحضرموت، وسميت بعد ذلك (حوطة القعيطي)، ثم غلب عليها اسم الريضة.